# 幕張クリーンセンター
幕張クリーンセンター（まくはりクリーンセンター）は、千葉県千葉市美浜区の幕張ベイタウン内にある一般廃棄物の中間処理施設。廃棄物空気輸送システムを利用している。

## 概要
1991年（平成3年）10月より幕張新都心のタウンセンター地区、1995年（平成7年）3月には住宅地区である幕張ベイタウンにて稼働を開始しており、処理方法としては廃棄物空気輸送システム（家庭ごみを自宅から収集施設に直接送る仕組み）を利用し、1日あたり60トンのごみ輸送を行っている。日常のゴミは各街区に設置された専用のごみ投入口から地下の貯留槽に貯められ、共同溝中の空気輸送管で空気の流れにのせて輸送されている。このシステムの導入により悪臭やごみ散乱が防止され、住宅地の景観・環境維持を実現している。
2016年（平成28年）4月1日より千葉市環境局が千葉県企業庁から廃棄物空気輸送システムを引継ぎ、収集したごみは千葉市の清掃施設へ運搬し処理している。システムを維持するため必要となる改修費などは千葉県が負担し、運営費については幕張ベイタウンのごみ排出量に応じて千葉市が収集運搬を行った場合に必要となる収集運搬経費相当額を運営費の一部として負担し、残りの経費は千葉県が担う方向で調整を進めている。
2019年（令和元年）9月、共同溝末端から幕張クリーンセンターへ向かう部分の輸送管に穴が空き、地下水が流入していたことが判明。同年9月6日から当面の間マンションの出入り口などに集積場所を設けてごみ収集車による回収を行うこととなった。令和3年4月から令和5年3月にかけて本復旧工事が行われ、該当箇所の輸送管ルートはクリーンセンター内を通るように変更された。またメンテナンス性の観点から以前の地中埋設方式をやめ、新輸送管は人間がアクセスできる円形洞道内に管が露出する形で設置された。

### 廃棄物空気輸送システム
- 管路口径：500ミリメートル
- 管路延長：約4600メートル
- 対象地区面積：85ヘクタール（住宅地区）

## 沿革
- 1991年（平成3年）10月 - 幕張新都心のタウンセンター地区にて廃棄物空気輸送システムが稼働。
- 1995年（平成7年）3月 - 住宅地区である幕張ベイタウンにて稼働。
- 2016年（平成28年）4月1日 - 千葉県企業庁から千葉市環境局へ廃棄物空気輸送システムを引継。
- 2019年（令和元年）9月6日 - 廃棄物空気輸送システムが故障したため、同日から当面の間、車によるごみの臨時収集を開始[5]。
- 2022年（令和4年）9月1日 - 廃棄物空気輸送システムによるごみ収集を再開[1]。

## アクセス

### 公共交通機関
- JR東日本 海浜幕張駅 徒歩約10分

### 自動車
- 最寄りのインターチェンジ
  - 東関東自動車道 湾岸千葉インターチェンジ・湾岸習志野インターチェンジ